# Nâves-Parmelan
Nâves-Parmelan és un municipi francès situat al departament de l'Alta Savoia i a la regió d'Alvèrnia-Roine-Alps. L'any 2007 tenia 848 habitants.

## Demografia

### Població
El 2007 la població de fet de Nâves-Parmelan era de 848 persones. Hi havia 309 famílies de les quals 51 eren unipersonals (16 homes vivint sols i 35 dones vivint soles), 109 parelles sense fills, 133 parelles amb fills i 16 famílies monoparentals amb fills.
La població ha evolucionat segons el següent gràfic:
Habitants censats

### Habitatges
El 2007 hi havia 360 habitatges, 309 eren l'habitatge principal de la família, 25 eren segones residències i 27 estaven desocupats. 332 eren cases i 26 eren apartaments. Dels 309 habitatges principals, 264 estaven ocupats pels seus propietaris, 38 estaven llogats i ocupats pels llogaters i 7 estaven cedits a títol gratuït; 9 tenien una cambra, 9 en tenien dues, 29 en tenien tres, 76 en tenien quatre i 186 en tenien cinc o més. 291 habitatges disposaven pel capbaix d'una plaça de pàrquing. A 103 habitatges hi havia un automòbil i a 203 n'hi havia dos o més.

### Piràmide de població
La piràmide de població per edats i sexe el 2009 era:
| Homes | Edats   | Dones |
| ----- | ------- | ----- |
| 0     | 95 o +  | 0     |
| 0     | 90 a 94 | 0     |
| 0     | 85 a 89 | 0     |
| 4     | 80 a 84 | 0     |
| 8     | 75 a 79 | 20    |
| 8     | 70 a 74 | 12    |
| 12    | 65 a 69 | 24    |
| 12    | 60 a 64 | 20    |
| 36    | 55 a 59 | 12    |
| 40    | 50 a 54 | 36    |
| 32    | 45 a 49 | 40    |
| 32    | 40 a 44 | 48    |
| 40    | 35 a 39 | 36    |
| 16    | 30 a 34 | 28    |
| 16    | 25 a 29 | 12    |
| 20    | 20 a 24 | 28    |
| 40    | 15 a 19 | 40    |
| 36    | 10 a 14 | 48    |
| 32    | 5 a 9   | 40    |
| 8     | 0 a 4   | 16    |

## Economia
El 2007 la població en edat de treballar era de 572 persones, 449 eren actives i 123 eren inactives. De les 449 persones actives 430 estaven ocupades (221 homes i 209 dones) i 19 estaven aturades (10 homes i 9 dones). De les 123 persones inactives 47 estaven jubilades, 52 estaven estudiant i 24 estaven classificades com a «altres inactius».

### Ingressos
El 2009 a Nâves-Parmelan hi havia 324 unitats fiscals que integraven 942,5 persones, la mediana anual d'ingressos fiscals per persona era de 24.361 €.

### Activitats econòmiques
Dels 38 establiments que hi havia el 2007, 1 era d'una empresa de fabricació de material elèctric, 2 d'empreses de fabricació d'altres productes industrials, 13 d'empreses de construcció, 2 d'empreses de comerç i reparació d'automòbils, 1 d'una empresa de transport, 2 d'empreses d'hostatgeria i restauració, 1 d'una empresa d'informació i comunicació, 1 d'una empresa financera, 8 d'empreses de serveis, 3 d'entitats de l'administració pública i 4 d'empreses classificades com a «altres activitats de serveis».
Dels 11 establiments de servei als particulars que hi havia el 2009, 1 era un paleta, 2 guixaires pintors, 4 fusteries, 2 lampisteries, 1 empresa de construcció i 1 restaurant.
L'any 2000 a Nâves-Parmelan hi havia 7 explotacions agrícoles.

## Equipaments sanitaris i escolars
El 2009 hi havia una escola elemental.

## Poblacions més properes
El següent diagrama mostra les poblacions més properes.